# Казанцев, Степан Фёдорович
Степа́н Фёдорович Каза́нцев (15 декабря 1916, Мустаево, Уржумский уезд, Вятская губерния, Российская империя — 22 февраля 2004, Мустаево, Сернурский район, Марий Эл, Россия) — марийский советский военный деятель. Участник Великой Отечественной войны: стрелок-радист на танках КВ, Т-34 52-й гвардейской танковой бригады на Воронежском фронте, гвардии старшина (1942—1945). Трижды кавалер орденов Отечественной войны и Красной Звезды. Кавалер ордена Октябрьской Революции (1971).

## Биография
Родился 15 декабря 1916 года в дер. Мустаево Уржумского уезда Вятской губернии (ныне — Сернурский район Марий Эл) в крестьянской семье.
В ноябре 1937 года призван в РККА, прослужил до 1940 года. В июне 1941 года вновь призван на фронт. Участник Великой Отечественной войны: радиоинструктор на Урале, с 1942 года — стрелок-радист на танках КВ, Т-34 52-й гвардейской танковой бригады на Воронежском фронте, гвардии старшина. Был участником Сталинградской и Курской битв, освобождения Европы. В наградных документах командирами отмечаются его меткая стрельба, безотказная работа рации, самоотверженность при тушении горящих танков. Был единожды ранен. Демобилизовался из армии в 1946 году. Трижды награждён орденами Отечественной войны и Красной Звезды и медалями, в том числе медалью «За отвагу».
После демобилизации вернулся на родину, где работал кузнецом, заместителем председателя, председателем колхоза. Награждён орденом Октябрьской Революции.
Скончался 22 февраля 2004 года в дер. Мустаево Сернурского района Марий Эл, похоронен там же.

## Награды
- Орден Октябрьской Революции (1971)[2]
- Орден Отечественной войны I степени (16.05.1945)[3]
- Орден Отечественной войны II степени (06.03.1945, 06.04.1985)[3][5]
- Орден Красной Звезды (09.08.1943, 10.04.1944, 17.08.1944)[3]
- Медаль «За отвагу» (31.01.1943)[3]
- Медаль «За победу над Германией в Великой Отечественной войне 1941—1945 гг.» (09.05.1945)[3]
- Медаль «За освобождение Праги» (09.06.1945)[3]
- Медаль «За взятие Берлина» (09.06.1945)[3]
- Медаль «За воинскую доблесть. В ознаменование 100-летия со дня рождения Владимира Ильича Ленина»